# 天草市立河浦中学校
天草市立河浦中学校（あまくさしりつ かわうらちゅうがっこう）は、熊本県天草市河浦町河浦にある中学校。

## 沿革
- 1947年（昭和22年）
  - 4月1日 - 一町田村立一町田中学校、新合村立新合中学校創立
  - 4月22日 - 宮野河内村立宮野河内中学校、富津村立富津中学校創立
- 1954年（昭和29年）- 河浦町立一町田中学校、新合中学校および富津中学校と改称
- 1956年（昭和31年）- 宮野河内中を河浦町立宮野河内中学校と改称
- 1960年（昭和35年）- 一町田中学校と新合中学校が統合
- 2002年（平成14年）- 宮野河内中学校、富津中学校を統合し、河浦中学校発足
- 2006年（平成18年）- 天草市立河浦中学校と改称

## 学校周辺
- 国道389号
- 熊本県道35号牛深天草線
- 一町田川